# 마티아스 포그바
마티아스 파소우 포그바(프랑스어: Mathias Fassou Pogba, 1990년 8월 19일 ~ )는 기니의 축구 선수이다. 현재 NK 타보르 세자나에서 뛰고 있으며 포지션은 공격수이다. 프랑스 축구 국가대표팀에서 뛰고 있는 폴 포그바의 친형이자 기니 축구 국가대표팀에서 같이 뛰고 있는 플로렝탕 포그바와는 쌍둥이 형제로 유명하다.

## 같이 보기
- 플로렝탕 포그바
- 폴 포그바